# Metropolia Cumaná
Metropolia Cumaná – metropolia rzymskokatolicka w Wenezueli utworzona 16 maja 1992 roku.

## Diecezje wchodzące w skład metropolii
- Archidiecezja Cumaná
  - Diecezja Barcelona
  - Diecezja Carúpano
  - Diecezja El Tigre
  - Diecezja Margarita

## Biskupi
- Metropolita: abp Ángel Francisco Caraballo Fermín (od 2025) (Cumaná)
- Sufragan: bp Jorge Aníbal Quintero Chacón (od 2014) (Barcelona)
- Sufragan: bp Jaime Villarroel Rodríguez (od 2010) (Carúpano)
- Sufragan: bp José Manuel Romero Barrios (od 2018) (El Tigre)
- Sufragan: bp Fernando José Castro Aguayo (od 2015) (Margarita)

## Główne świątynie metropolii
- Archikatedra św. Agnieszki w Cumaná
- Katedra św. Krzysztofa w Barcelonie
- Katedra św. Róży z Limy w Carúpano
- Katedra Wniebowzięcia NMP w La Asunción
- Bazylika mniejsza Matki Boskiej w  El Valle del Espíritu Santo